# Kanton Martigues-Est
Der Kanton Martigues-Est war von 1991 bis 2015 ein französischer Wahlkreis im Arrondissement Istres, im Département Bouches-du-Rhône und in der Region Provence-Alpes-Côte d’Azur. Er umfasste den östlichen Teil der Stadt Martigues. Die landesweiten Änderungen in der Zusammensetzung der Kantone brachten im März 2015 seine Auflösung.